# Progresivni kreacionizem
Progresivni kreacionizem je veja kreacionizma, ki priznava znanstveno potrjeno starost vesolja in Zemlje, vendar vidi v delih evolucije božje posredovanje.

## Pogledi na znanost
Čeprav progresivni kreacionisti do neke mere priznavajo evolucijo, zavračajo makroevolucijo in evolucijo iz skupnega prednika, skupaj z njihovimi znanstvenimi dokazi. 

## Zgodovina
Progresivni kreacionizem spada pod kreacionizem stare Zemlje, katerega prva oblika, kreacionizem luknje, se je razvila v devetnajstem stoletju.
Progresivni kreacionizem se je prvič pojavil v tridesetih in štiridesetih letih 20. stoletja, predvsem pri članih Ameriške znanstvene zveze, organizacije krščanskih znanstvenikov, ki so zavračali tako evolucijo kot zgodnejše oblike kreacionizma (kreacionizem mlade Zemlje in kreacionizem luknje).